# Good Morning Good Morning
Good Morning Good Morning (englisch für: Guten Morgen, guten Morgen) ist ein Lied der britischen Rockband The Beatles, das am 1. Juni 1967 als elfter Titel auf dem Album Sgt. Pepper’s Lonely Hearts Club Band veröffentlicht wurde. Als Copyright-Inhaber sind Lennon/McCartney angegeben.

## Hintergrund
Die Idee zu diesem Stück bekam Lennon durch einen Cornflakes-Werbespot. In Good Morning Good Morning lässt er sich sarkastisch über das britische, bürgerlich-spießige Leben aus. Lennon führte damals ein unglückliches Eheleben mit seiner Frau Cynthia im noblen Londoner Vorort Weybridge. Die Textzeile “It’s time for tea and meet the wife” bezieht sich auf eine von Lennon zur damaligen Zeit gern gesehene britische Fernseh-Sitcom mit dem Titel Meet the Wife. Später tat Lennon diesen Song als „Wegwerfware, ein Stück für den Müll“ ab.

## Aufnahme
Die Aufnahmen für die Komposition von John Lennon fanden am 8. und 16. Februar 1967 sowie am 28. und 29. März 1967 in den Abbey Road Studios (Studio 2 und 3) mit dem Produzenten George Martin in London statt. Geoff Emerick war der Toningenieur der Aufnahmen.
Dieses Lied basiert auf einem Arrangement aus Schlagzeug, Bass, Rhythmus- und Sologitarre mit Gesang. Musiker der Gruppe Sound Incorporated wurden engagiert, um weitere Overdubs einzuspielen und so den Sound mit drei Saxophonen, zwei Posaunen und einem Horn „aufzublasen“. Dies war wegen der vielen Taktwechsel innerhalb des Stücks sehr schwierig. Um das Stück aufzupeppen, wollte Lennon gerne den Hahnenschrei aus der Kelloggs-Werbung in das Lied einbauen. Er ergänzte dies durch zahlreiche andere Tiergeräusche, die man in der Ausblende hört und die gleichzeitig einen Übergang zum nächsten Lied – Sgt. Pepper’s Lonely Hearts Club Band (Reprise) – bilden. Die Auswahl der Tiergeräusche erfolgte nicht willkürlich: Auf Lennons Wunsch sollte jedes Tier das zuvor gehörte Tier töten bzw. fressen können. Man hört erst Vogelgezwitscher, dann eine Katze, dann einen Hund, gefolgt von einem Löwen, dann einem Elefanten und letztlich Pferdegetrappel und Jagdhorn aus einer Jagd. Ganz am Ende gackert ein Huhn, dessen letzter Ton exakt zum ersten Akkord des folgenden Liedes Sgt. Pepper’s Lonely Hearts Club Band (Reprise) passen sollte (in der Stereoversion ist dies nicht exakt gelungen).
Es wurde eine Monoabmischung am 19. April 1967 und eine Stereoabmischung am 6. April hergestellt. Bei der Monoversion variiert die Abmischung der Leadgitarre und der Tiergeräusche im Vergleich zur gängigen Stereoversion.
Besetzung:
- John Lennon: Rhythmusgitarre, Gesang
- Paul McCartney: Bass, Schlagzeug, Leadgitarre, Hintergrundgesang
- George Harrison: Leadgitarre, Hintergrundgesang
- Ringo Starr: Schlagzeug, Tamburin
- Barrie Cameron, David Glyde, Alan Holmes: Saxofon
- John Lee: Posaune

## Taktung
Das Stück, das mit 117 Schlägen pro Minute gespielt wird, hat eine ungewöhnliche Taktfolge, abwechselnd 5⁄4-Takt und 4⁄4-Takt, mit 3⁄4-Übergängen.
Die insgesamt 64 Takte können in sieben Abschnitte gruppiert werden, allerdings nur drei verschiedene A, B und C, die sich nach folgendem Muster wiederholen: A, B, C, B, C, B, A, mit einer Symmetrie hinsichtlich des mittleren B-Teils; ohne Beachtung des letzten Taktes (fadeout).
Die Taktfolgen im Einzelnen:
A: 4,4,4,4,4 (Einleitung: fünf Takte, 20 Schläge)

B: 5,5,5,3,4,5,4,3,3,4,4 (elf Takte, 44 Schläge)

C: 5,5,5,3,4,4,4,4,4,4 (enthält Refrain: zehn Takte, 42 Schläge)

B: 5,5,5,3,4,5,4,3,3,4,4 (elf Takte, 44 Schläge)

C: 5,5,5,3,4,4,4,4,4,4 (enthält Refrain: zehn Takte, 42 Schläge)

B: 5,5,5,3,4,5,4,3,3,4,4 (elf Takte, 44 Schläge)

A: 4,4,4,4,4,4 (Ende: sechs Takte, 24 Schläge, mit fadeout-Takt)
Dies sind insgesamt 64 Takte mit 260 Schlägen, was bei 117 Schlägen pro Minute eine Länge von 2:13,33… Minuten ergibt.

## Veröffentlichung
- Am 30. Mai 1967 erschien in Deutschland das 12. Beatles-Album Sgt. Pepper’s Lonely Hearts Club Band, auf dem Good Morning Good Morning enthalten ist. In Großbritannien wurde das Album am 26. Mai veröffentlicht, dort war es das neunte Beatles-Album. In den USA erschien das Album sechs Tage später, am 1. Juni, dort war es das 14. Album der Beatles.
- Am 13. März 1996 wurde auf dem Kompilationsalbum Anthology 2 veröffentlicht, auf dem sich Aufnahme-Take 8 befindet, hierbei handelt es sich um eine rockigere Version als die veröffentlichte Album-Version.
- Am 26. Mai 2017 erschien die 50-jährige Jubiläumsausgabe des von Giles Martin und Sam Okell neuabgemischten Albums Sgt. Pepper’s Lonely Hearts Club Band (Super Deluxe Box), auf dieser befinden sich, neben der Monoversion, die bisher unveröffentlichte Version (Take 1 – Instrumental, Breakdown) und (Take 8) von Good Morning Good Morning.